# Stimulus

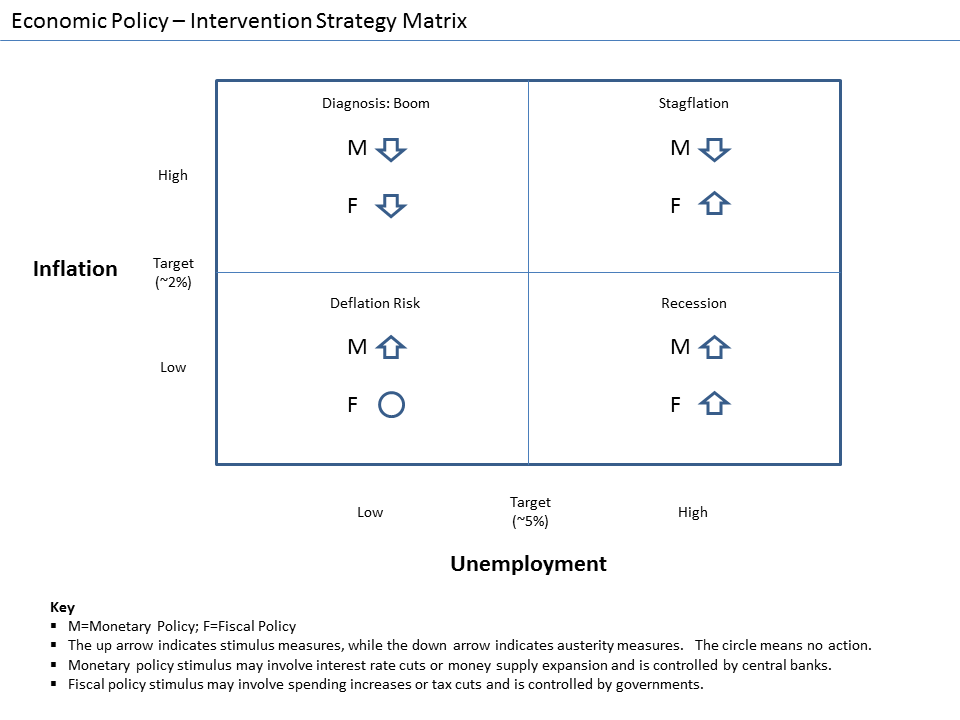
Strategie di intervento tipiche in diverse condizioni

In economia, lo stimolo (stimulus) si riferisce ai tentativi di utilizzare la politica monetaria o fiscale (o politiche di stabilizzazione in generale) per stimolare l'economia. Lo stimolo può anche riferirsi a politiche monetarie come l'abbassamento dei tassi di interesse e l'allentamento quantitativo.
Uno stimolo viene talvolta chiamato colloquialmente "innesco della pompa" o "innesco della pompa", Negli anni '30, il presidente Herbert Hoover fu accusato di "innesco della pompa", e il presidente Franklin D. Roosevelt usò il termine con connotazione positiva.

## Concetto
Spesso, l'assunto di base è che, a causa di una recessione, la produzione e l'occupazione sono molto al di sotto del loro potenziale sostenibile (vedi NAIRU) a causa della mancanza di domanda. Si spera che ciò venga corretto aumentando dunque la domanda stessa e che eventuali effetti collaterali negativi dello stimolo siano lievi.
Lo stimolo fiscale si riferisce all'aumento del consumo o dei trasferimenti pubblici o alla riduzione delle tasse. In effetti ciò significa aumentare il tasso di crescita del debito pubblico, tranne per il fatto che in particolare i keynesiani spesso assumono che lo stimolo provocherà una crescita economica sufficiente a colmare tale lacuna parzialmente o completamente, secondo l'effetto effetto del moltiplicatore teorizzato da J.M. Keynes.
Lo stimolo monetario si riferisce alla riduzione dei tassi di interesse, all'allentamento quantitativo (anche noto come quantitive easing) o ad altri modi per aumentare la quantità di denaro o credito.

## Vedute degli economisti
Milton Friedman ha sostenuto che la Grande Depressione è stata causata dal fatto che la Federal Reserve non ha contrastato l'improvvisa riduzione della massa monetaria e della sua velocità. Ben Bernanke ha invece sostenuto che il problema era invece la mancanza di credito, non la mancanza di denaro, e quindi, durante la crisi finanziaria, la Federal Reserve guidata da Bernanke ha fornito credito aggiuntivo, non ulteriore liquidità (denaro), per stimolare l'economia. Jeff Hummel ha analizzato le diverse implicazioni di queste due spiegazioni contrastanti. Il presidente della Federal Reserve Bank di Richmond, Jeffrey Lacker, con Renee Haltom, ha criticato la soluzione Bernanke perché "incoraggia un'eccessiva assunzione di rischi e contribuisce all'instabilità finanziaria".
Spesso si sostiene che lo stimolo fiscale in genere aumenta l'inflazione e quindi deve essere contrastato tipicamente da una Banca centrale: quindi solo lo stimolo monetario potrebbe funzionare. Controargomentazioni affermano che se il gap di produzione è sufficientemente elevato, il rischio di inflazione è basso o che nelle depressioni l'inflazione è troppo bassa ma le banche centrali non sono in grado di raggiungere il tasso di inflazione richiesto senza stimolo fiscale da parte del governo.
Lo stimolo monetario è spesso considerato più neutrale: la riduzione dei tassi di interesse rende redditizi ulteriori investimenti, ma solo gli investimenti più aggiuntivi, mentre lo stimolo fiscale in cui il governo decide che gli investimenti possono portare al populismo o alla corruzione. D'altro canto, il governo può anche prendere in considerazione le esternalità, come il modo in cui nuove strade o ferrovie avvantaggiano gli utenti che non pagano per loro e scegliere investimenti che sono ancora più vantaggiosi anche se non redditizi.
Tipicamente i keynesiani sono particolarmente fortemente favorevoli allo stimolo, mentre gli austriaci e gli economisti delle aspettative razionali sono avversi, mentre gli economisti mainstream hanno posizioni intermedie.